# McKinley County
McKinley County ist ein County im US-Bundesstaat New Mexico der Vereinigten Staaten. Hier leben 71.492 Einwohner. Der Verwaltungssitz (County Seat) ist Gallup.

## Geographie
Das County liegt im Nordwesten des Bundesstaates und grenzt im Westen an Arizona. Es hat eine Fläche von 14.129 Quadratkilometern; davon sind 17 Quadratkilometer (0,12 Prozent) Wasserflächen. Das County grenzt in New Mexico im Uhrzeigersinn an die Countys: San Juan County, Sandoval County, Cibola County und Apache County.

## Geschichte
Ein Ort hat den Status einer National Historic Landmark, die archäologische Fundstätte Manuelito Complex. 75 Bauwerke und Stätten des Countys sind insgesamt im National Register of Historic Places eingetragen (Stand 17. Februar 2018).

## Demografische Daten

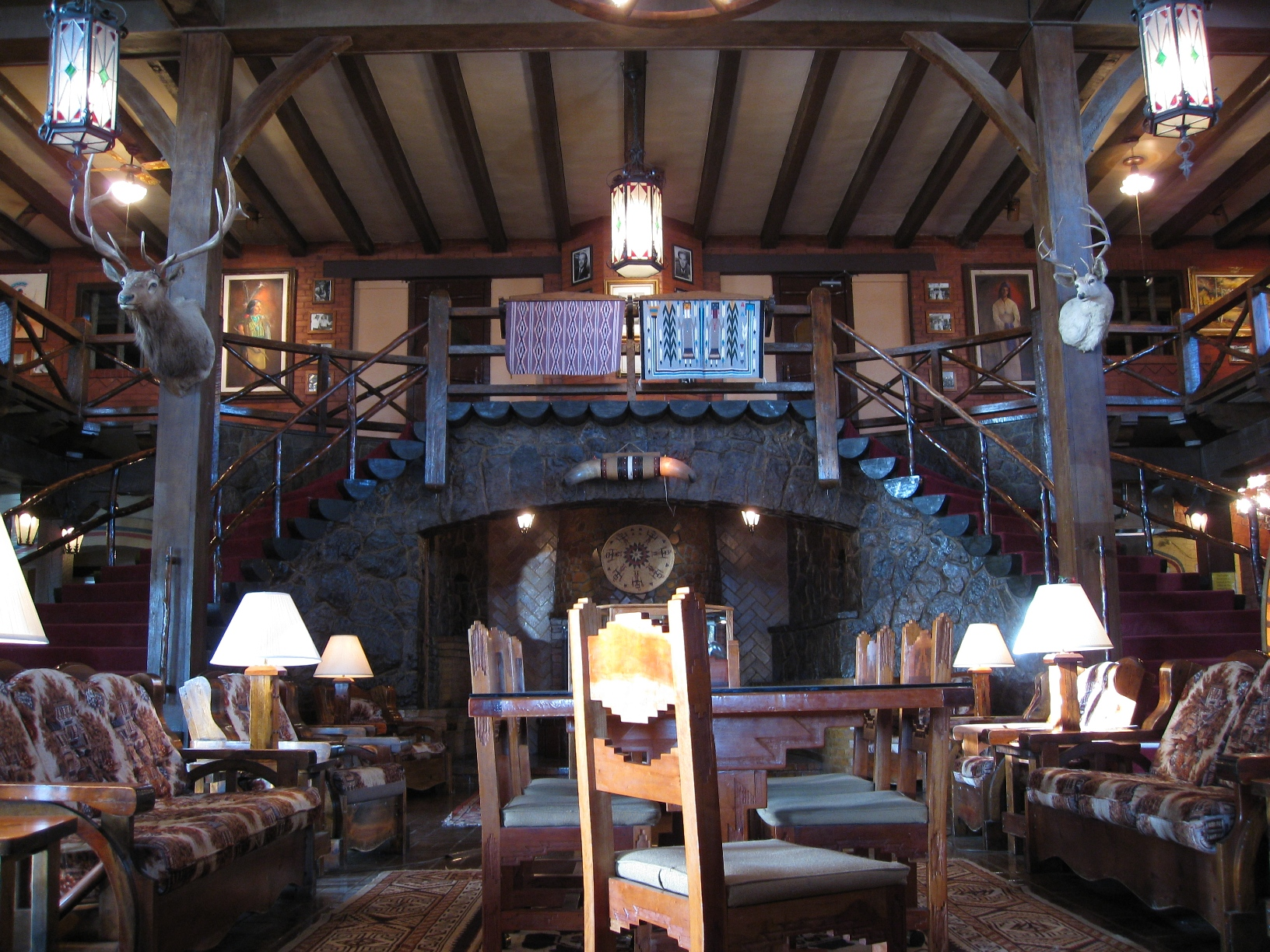
Inneneinrichtung El Rancho Hotel (2008), das im National Register of Historic Places eingetragen ist.

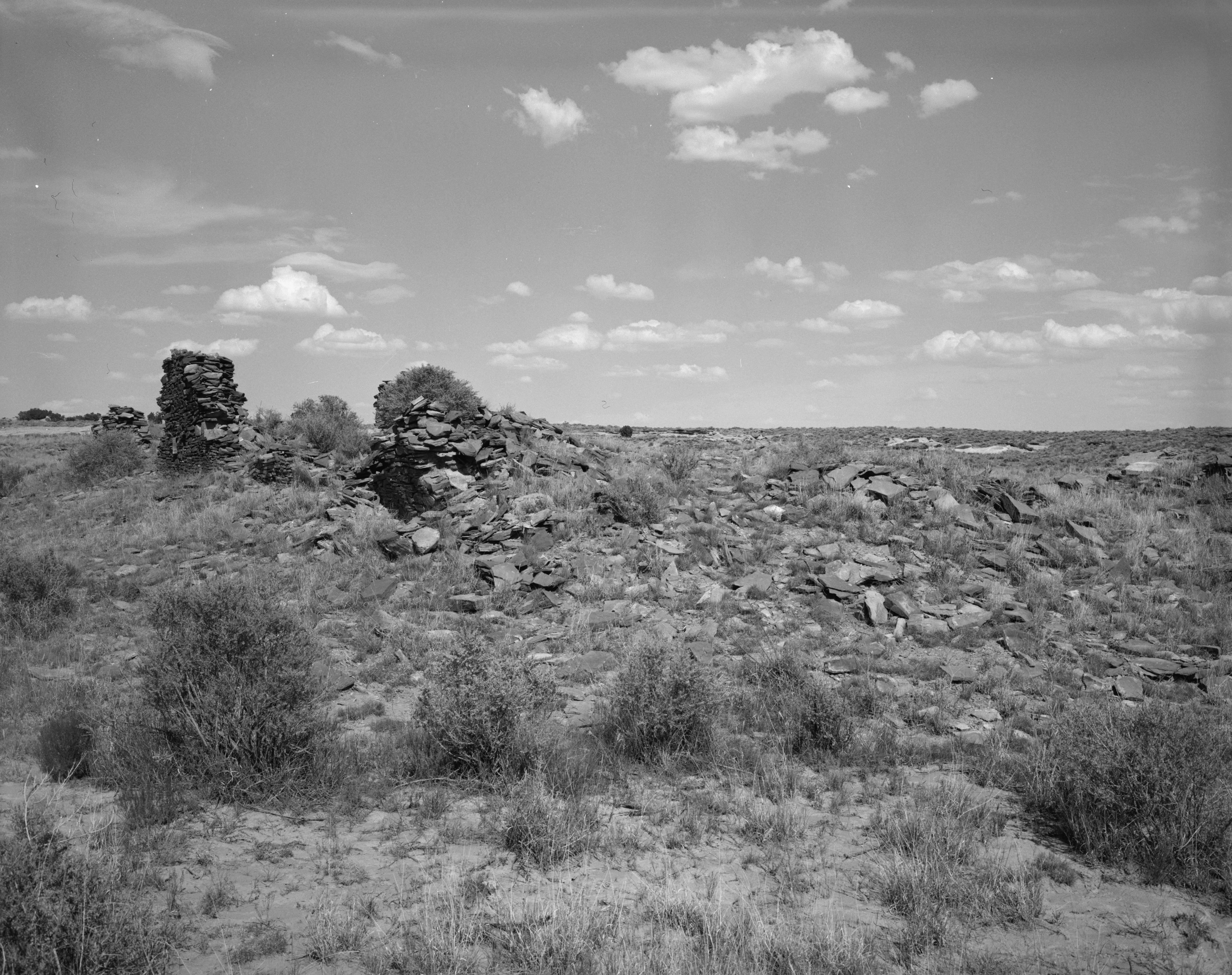
Der Bee Burrow Archeological District, gelistet im NRHP Nr. 84001296

Nach der Volkszählung im Jahr 2000 lebten im County 74.798 Menschen. Es gab 21.476 Haushalte und 16.686 Familien. Die Bevölkerungsdichte betrug 5 Einwohner pro Quadratkilometer. Ethnisch betrachtet setzte sich die Bevölkerung zusammen aus 16,39 % Weißen, 0,40 % Afroamerikanern, 74,72 % amerikanischen Ureinwohnern, 0,46 % Asiaten, 0,04 % Bewohnern aus dem pazifischen Inselraum und 5,47 % aus anderen ethnischen Gruppen; 2,52 % stammten von zwei oder mehr ethnischen Gruppen ab. 12,40 % der Bevölkerung waren spanischer oder lateinamerikanischer Abstammung.
Von den 21.476 Haushalten hatten 46,00 % Kinder und Jugendliche unter 18 Jahre, die bei ihnen lebten. 47,70 % waren verheiratete, zusammenlebende Paare, 22,70 % waren allein erziehende Mütter. 22,30 % waren keine Familien. 19,50 % waren Singlehaushalte und in 5,30 % lebten Menschen im Alter von 65 Jahren oder darüber. Die Durchschnittshaushaltsgröße betrug 3,44 und die durchschnittliche Familiengröße lag bei 3,99 Personen.
Auf das gesamte County bezogen setzte sich die Bevölkerung zusammen aus 38,00 % Einwohnern unter 18 Jahren, 9,70 % zwischen 18 und 24 Jahren, 27,80 % zwischen 25 und 44 Jahren, 17,60 % zwischen 45 und 64 Jahren und 6,90 % waren 65 Jahre alt oder darüber. Das Durchschnittsalter betrug 27 Jahre. Auf 100 weibliche Personen kamen 93,50 männliche Personen, auf 100 Frauen im Alter ab 18 Jahren kamen statistisch 89,30 Männer.

Das jährliche Durchschnittseinkommen eines Haushalts betrug 25.005 USD, das Durchschnittseinkommen der Familien betrug 26.806 USD. Männer hatten ein Durchschnittseinkommen von 26.963 USD, Frauen 21.014 USD. Das Prokopfeinkommen betrug 9.872 USD. 36,10 % der Bevölkerung und 31,90 % der Familien lebten unterhalb der Armutsgrenze. 42,30 % davon waren unter 18 Jahre und 31,50 % waren 65 Jahre oder älter.

## Orte im McKinley County
Im McKinley County liegt eine Gemeinde, die den Status einer City besitzt. Zu Statistikzwecken führt das U.S. Census Bureau 16 Census-designated places, die dem County unterstellt sind und keine Selbstverwaltung besitzen. Diese sind wie die Unincorporated Communities gemeindefreies Gebiet.
City
| - Gallup |

Census-designated places (CDP)
| - Black Rock - Brimhall Nizhoni - Church Rock - Crownpoint | - Crystal - Nakaibito - Navajo - Pueblo Pintado | - Ramah - Rock Springs - Thoreau - Tohatchi | - Tse Bonito - Twin Lakes - Yah-ta-hey - Zuni Pueblo |

andere Unincorporated Communities
| - Borrego Pass - Chi Chil Tah - Continental Divide - Gamerco | - Jamestown - Pinedale - Prewitt - Rehoboth | - Smith Lake - Vanderwagen |